# マウリッツ (オラニエ公)
マウリッツ・ファン・ナッサウ（Maurits van Nassau, 1567年11月13日 - 1625年4月23日）は、オランダ総督、オラニエ公。ウィレム1世の次男で、フィリップス・ウィレムの弟、フレデリック・ヘンドリックの兄。父の死後、スペインとの八十年戦争において中心的な役割を果たした。
死に臨んで、「2プラス2は4である」ということを自己の信条にしたほどの合理主義者であったとされる。また、自らの軍隊に徹底した訓練を行うと共にそのマニュアル化を行った。これがヨーロッパ各国の軍隊に多大な影響を与えたことから、「軍事革命」とも評価される。

## 生涯
1567年にドイツ西部のディレンブルクで生まれた。父はウィレム1世、母アンナはザクセン選帝侯モーリッツの娘であった。母方の祖父の名を取ってマウリッツ（モーリッツ）と命名され、父方の叔父のナッサウ＝ディレンブルク伯ヨハン6世の元で育てられた。
1584年の父の暗殺後、1585年にホラント州とゼーラント州の総督となった。当初はイングランドから派遣されたレスター伯ロバート・ダドリーがオランダを率いていたが、指導力不足から1587年にイングランドに帰国するとマウリッツがオランダを率いる立場に置かれ、1590年にユトレヒト州・ヘルダーラント州・オーファーアイセル州総督も兼ねるようになった。
戦争はスペイン領ネーデルラント総督のパルマ公アレッサンドロ・ファルネーゼがオランダの都市を奪い続けていたが、1588年のアルマダの海戦でスペインが敗北すると、翌1589年にスペイン王フェリペ2世がフランスの内戦（ユグノー戦争）に介入してパルマ公をフランスへ出兵させたため、その隙に都市奪還を図り1590年にブレダ、1591年にデーフェンター、ズトフェン、ナイメーヘンを、1592年にスティーンワイカーラント、1593年にヘールトラウデンベルフを奪還してオーファーアイセル州・ヘルダーラント州・北ブラバント州を回復、1594年にはフローニンゲン州も取り戻してオランダの領土を拡大し、1597年までに再び北部7州をまとめ上げた。1596年にはイングランド・フランスとグリニッジ条約を締結、2国からオランダの承認・対スペイン同盟締結でオランダの地位を固めた。
教養人でもあったマウリッツは、古代ローマ帝国時代の軍事に関する文献を踏まえつつ、自らの軍隊に独自の教練を施して軍の強化に成功し、1597年のトゥルンハウトの戦い、1600年のニーウポールトの戦いで勝利を重ね、八十年戦争を優勢に進めた。しかし1603年から参戦したスペインの将軍アンブロジオ・スピノラが南部の都市を奪還して回り、1604年にグリニッジ同盟が解散し、スペインが国家破産を宣言するなど深刻な財政難に陥っていたスペイン・オランダ両国は次第に戦争を継続することが困難になり、1608年よりハーグで和平交渉が行われ、最終的には1609年にアントウェルペンで12年間の休戦協定が成立した。
戦時中の1602年にオランダ東インド会社が設立されてオランダ人がアジアに進出、毛織物貿易が盛んに行われ、オランダは黄金時代を迎えることとなる（オランダ海上帝国）。一方で、父が暗殺されたようにオランダ内部では絶えず政争が続いていて、休戦協定はホラント州法律顧問のヨーハン・ファン・オルデンバルネフェルトが商人層を代表して結んだが、庶民派とマウリッツは協定に不満で両者は対立関係となった。宗教問題でもカルヴァン主義の予定説をどう解釈すべきかが政治問題に発展、オルデンバルネフェルトは予定説を柔軟に解釈すべきとする寛容派に属したが、マウリッツは厳格に解釈しようとする厳格派に肩入れした。1618年に開かれたドルトレヒト会議で厳格派が主流となり、ドルト信仰基準が採択され、1619年にオルデンバルネフェルトを処刑して自らの政権を維持した。
1621年に停戦が終わるとスピノラと再戦、1624年にスペイン軍に包囲されたブレダを救援しようとしたが、翌1625年、決着が着く前にハーグで57歳で死去した。生涯独身を通し嫡子がなかったため、家督と地位は異母弟のフレデリック・ヘンドリックに受け継がれた。ただし、庶子にウィレム、ローデウェイクがおり、ローデウェイクの息子である孫ヘンドリックはオランダ侵略戦争、大同盟戦争、スペイン継承戦争で従軍してアウウェルケルク卿と名乗り、この家系はナッサウ＝アウウェルケルク家として続いた。

## 軍事革命
マウリッツが従兄のナッサウ＝ジーゲン伯ヨハン7世（叔父ヨハン6世の子）と共に行った一連の軍事訓練は、「軍事革命」とも評価される画期的なものであった。もちろん、従来の軍隊にも軍事訓練はあったが、マウリッツはその訓練を非常に精緻なものとした。例えば、銃を扱う際にもその動作を数十にまで細分化し、かけ声に合わせて一斉に動作できるようにした。また、行進の規則を定めることで、指令に従って軍団が迅速に陣形を変えることを可能にした。こうした訓練は、非戦闘中の兵士の士気を維持させることにもなった。また訓練を通じて、元来は傭兵の寄せ集めでしかなかった軍隊の中に、ある種の連帯意識を形成させることにも寄与した。
これらの訓練マニュアルは秘密裏にされず、書物として刊行された（『武器の操作、火縄銃・マスケット銃・槍について、オラニエ公マウリッツ閣下の命令によって著す』、日本語未訳）。そのため、諸外国がマウリッツの基本教練を参考にして、自国の軍隊を鍛え上げるようになった。
さらにマウリッツは、パイク兵の方陣（テルシオ）による白兵戦が主流であった当時のヨーロッパの陸戦を刷新し、歩兵・騎兵に砲兵を加えた三兵戦術の基盤を築いた。マウリッツが生きている間は、それでも名将スピノラ率いるスペイン軍との戦闘は五分五分といったところであったが、彼の死後、オランダは当時ヨーロッパ最強の軍事大国であったスペインとの八十年戦争を乗り切って完全独立を果たすことができた。
マウリッツはまた、将校を育成するための士官学校も創設した。この士官学校の卒業者の中には、後にバルト海一帯の覇権を握るスウェーデン王グスタフ2世アドルフに仕える者もいた。スウェーデン軍の強化は、この卒業生の功績によるものも大きいと推測されている。このように、軍事史におけるマウリッツの影響は、オランダ一国にとどまらずヨーロッパ全体に広まった。
加えてマウリッツは、軍隊にシモン・ステヴィン、ジャック・アローム等の優れた数学者・技師などを招き、新兵器の開発も振興した。

## 日本との交渉
1609年（慶長14年）、日本（江戸幕府）に進出したオランダ東インド会社は、マウリッツをオランダ「国王」とする書簡を駿府で前将軍（大御所）徳川家康に提出し、朱印状による交易を認められた。以後、オランダ東インド会社はオランダ総督を「国王」とするフィクションを維持することになる。